# パンティップ・プラザ

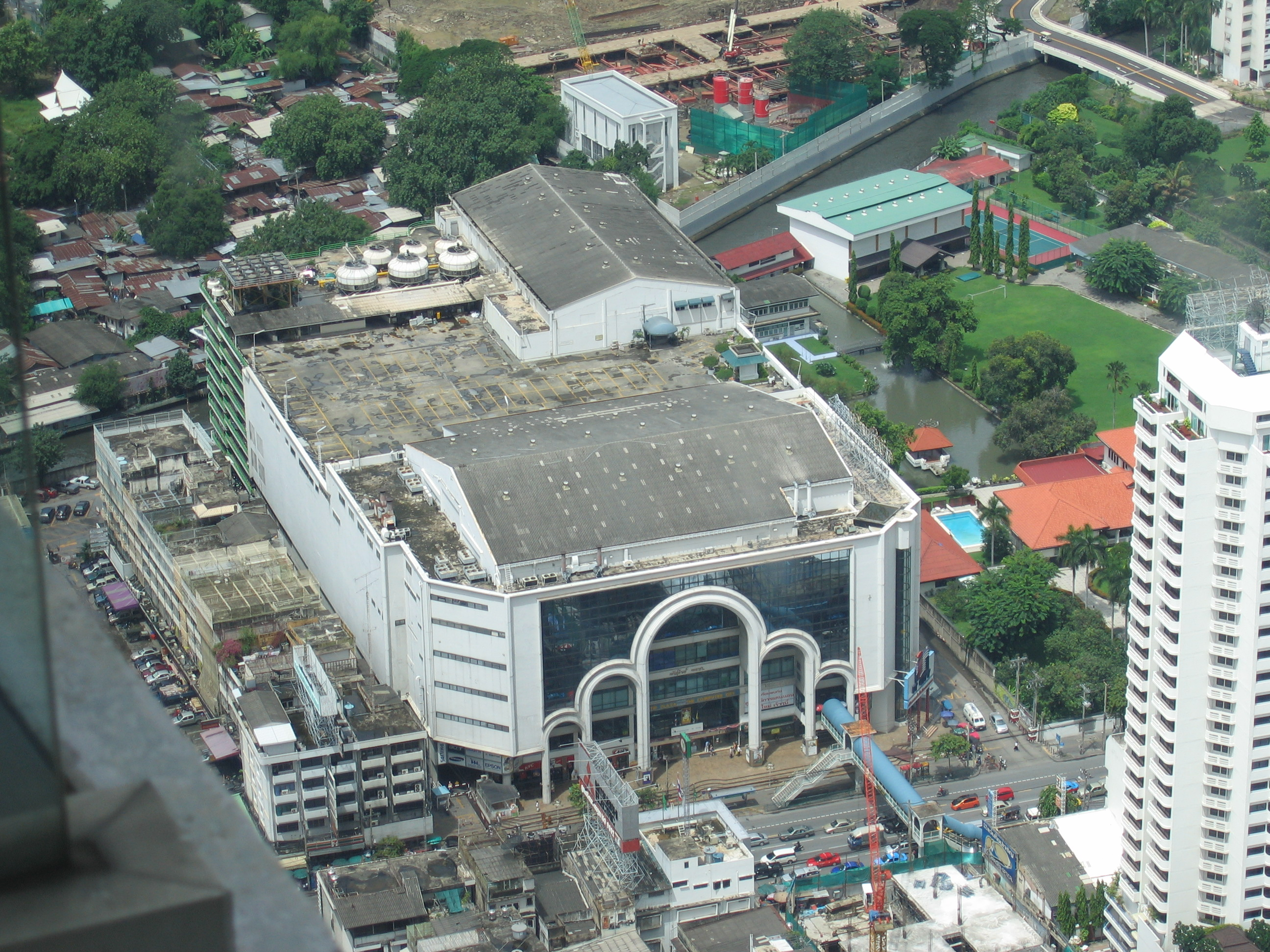
パンティップ・プラザ

パンティップ・プラザ(Pantip Plaza)は、タイ王国の首都バンコクのペッブリー通りにあるIT専門のショッピング・モールである。
パソコンやその周辺部品、携帯電話、デジカメなどが売られている。海賊版の音楽CD、DVD、パソコンソフト、ゲームソフトなども売られている。
タイの秋葉原と呼ばれている。
フリーライターの山谷剛史は2016年にASCIIに寄せた記事の中で、記事執筆時点では（怪しい商品はあるものの数が減っているうえ）テナントの大半が撤退しており、行く価値が減少しつつあると述べている。
その一方、IGNの今井晋とJun Xuによる2019年の記事では、コンピュータゲームの大会「Legion of Champions」が開かれたことが語られている。